# Pantala flavescens
Pantala flavescens là một loài chuồn chuồn ngô phân bố rộng rãi trong họ Libellulidae. Loài này và loài Pantala hymenaea là hai loài trong chi Pantala thuộc phân họ Pantalinae. Loài này được mô tả lần đầu bởi Fabricius vào năm 1798. Nó được xem là loài chuồn chuồn ngô phân bố rộng khắp thế giới.

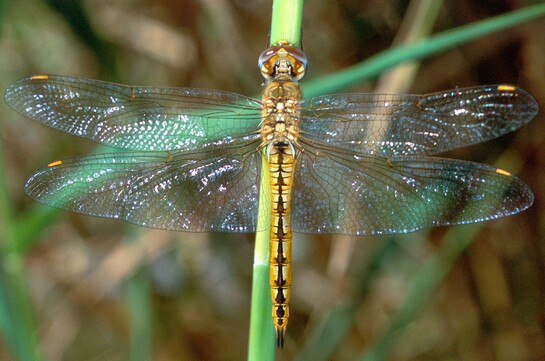
Con đực Pantala flavescens

Loài chuồn chuồn này dài đến 4,5 cm long, và có sải cánh từ 7,2 cm đến 8,4 cm Phía trước đầu có màu từ hơi vàng đến hơi đỏ. Ngực thường màu vàng đến vàng kim loại với đường kẻ và lông màu đen. Cũng có các mẫu với ngực nâu hoặc ô liu. Bụng có màu tương tự như ngực.
Cánh rất trong và rất rộng ở chân cánh. Có vài mẫu có cánh màu vàng và nâu, ô liu. Tại đảo Phục Sinh chó con có cánh màu đen.
Mắt cánh màu hơi vàng. Cánh trong suốt có thể chuyển thành hơi vàng ở mũi cánh. Cặp mắt màu đỏ hạt dẻ chiếm gần hết cái đầu như các loài chuồn chuồn ngô lớn (Anisoptera).
Ấu trùng dài 24 và 26 mm. Nó có màu xanh lá cây nhẹ với các vết đốm màu nâu. Mắt tròn nằm hai bên dưới đầu, bụng và đuôi ngắn.

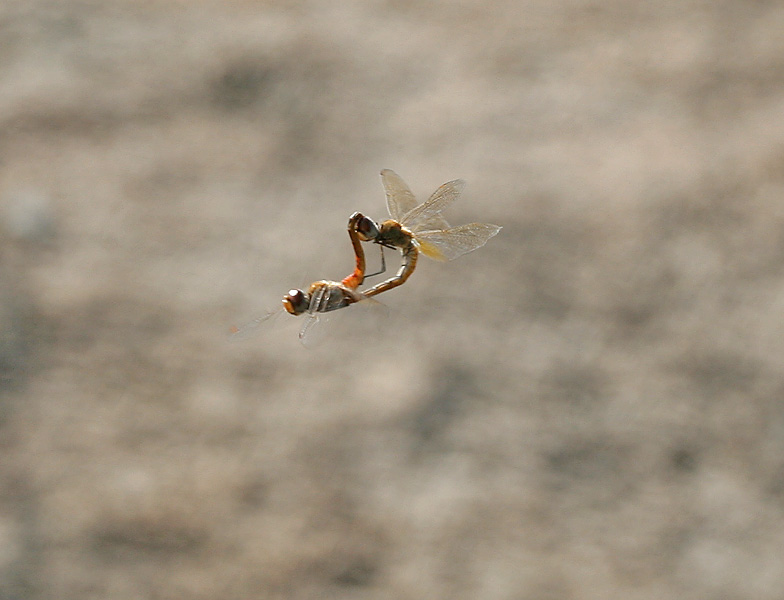
Đang giao phối, hình chụp ở Bhuvanagiri, Andhra Pradesh

Các con cái có thể bắt cặp nhiều lần nhưng thường một lần một ngày.
Sau khi giao phối, các cặp chuồn chuồn bay dính vào nhau, con cái đẻ trứng còn con đực vẫn dính vào con cái. Mỗi lứa gồm 500-2000 quả trứng, trứng hình spheroid với bán trục lớn 0,5 mm và 0,4 mm tại các điểm nhỏ nhất.
Ấu trùng phát triển trong vòng 38-65 ngày, cho phép loài chuồn chuồn này sinh sản trong các vùng nước tạm hoặc thậm chí trong cá bể bởi. Tuy nhiên ấu trùng dường như rất nhạy cảm với nhiệt độ. Không rõ tuổi thọ loài này vị chúng di động cao nên khó xác định.
Loài chuồn chuồn này là loài săn mồi, chúng ăn tất cả các loài động vật không xương sống thủy sinh như ấu trùng côn trùng thủy sinh và tôm nhỏ (Peracarida). Chúng thậm chí ăn cả nòng nọc và cá nhỏ. Thành trùng phần lớn ăn các loài côn trùng nhỏ như muỗi, kiến bay và mối bay.

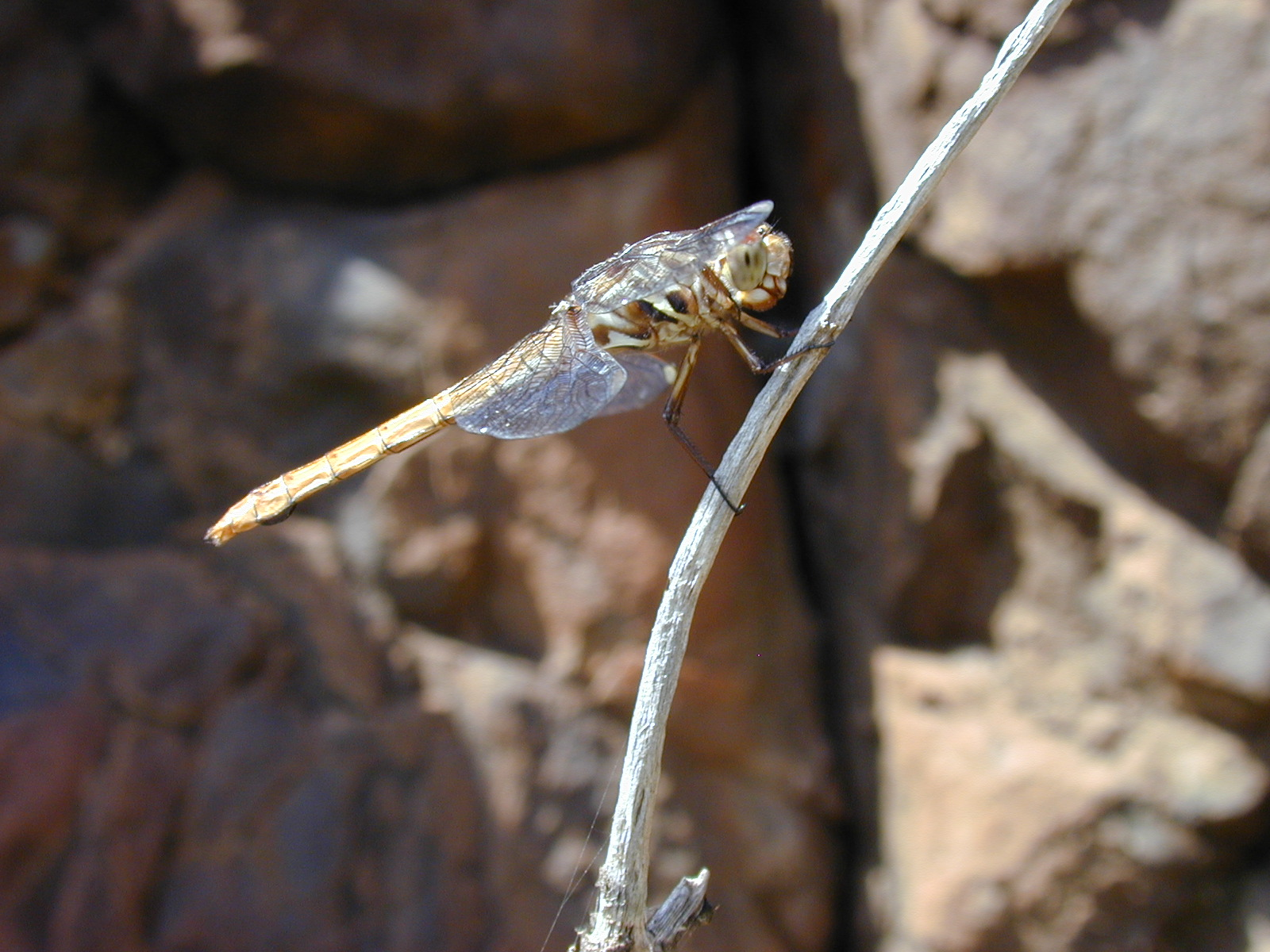
Pantala flavescens đậu trên cây ở Hawaii

Tốc độ bay lên đến 5 m / s. Đặc biệt vào mùa thu, chúng bay thành đàn lớn, lợi dụng luồng nhiệt. Có "đám mây" chuồn chuồn lên đến 34 km². Chúng thích gió ẩm. Trong tầm bay bình thường, các quần thể trên đảo bay 2,5 m trên mặt đất.

### Mô tả sơ cấp
- Fabricius: Entomologia systematica emendata et aucta. Supplement. S. 285.
- Beauvois: Insectes recueillis en Afrique et en Amérique. S. 69.
- Burmeister: Handbuch der Entomologie. Band 2, S. 852.

### Mô tả thứ cấp
- Arnett H. Ross jr.: American Insects. A Handbook of Insects of America North of Mexico. CRC Press, Boca Raton 2000, ISBN 0-8493-0212-9.
- Cynthia Berger: Dragonflies (Wild Guides). Stackpole Books, Mechanicsburg (Pennsylvania) März 2004, ISBN 0-8117-2971-0, S. 97.
- Gerhard Jurzitza: Unsere Libellen. Franckh, 1978, ISBN 3-440-04553-6.
- Jill Silsby: Dragonflies of the World. The National History Museum, Plymouth 2001, ISBN 0-565-09165-4.